# Музей литературы и искусства имени Егише Чаренца
Музей литературы и искусства имени Егише Чаренца (арм. Եղիշե Չարենցի անվան գրականության և արվեստի թանգարան) — организация культуры, расположен в Ереване, улица Арама, 1.
В музее собраны фонды по армянской литературе, театру, музыке и кинематографу, фонды отдельных культурных учреждений, организаций, учебных заведений и специалистов-арменоведов.

## История
В 1921 году филологом и историком Ервандом Шахазизом в Ереване при Народном комиссариате просвещения Армении был создан исторический отдел Государственного культурно-исторического музея.
16 мая 1935 года Государственный литературный музей выделился как самостоятельное учреждение. Первым директором стал Хорен Саргсян.
21 июля 1942 года Литературный музей был включен в Армянский филиал Академии наук Советского Союза как отделение Института языка и литературы. С мая 1953 года он перешёл в Министерство культуры Армянской ССР как отдел Государственного исторического музея Армении.
В 1934 году в Ереванской консерватории был открыт мемориальный кабинет Романоса Меликяна.
В 1935 году драматург Саргис Меликсетян организовал Ереванский театральный музей.
В 1954 году эти три организации были объединены в Музей литературы и искусства, который до 1963 года входил в Академию наук Армянской ССР, а затем Министерство культуры.
С 1967 года имени Егише Чаренца. В 1977 году музей пополнился материалами, связанными с кинематографией.

## Экспозиция
Организовано 5 выставочных залов общей площадью 300 кв.м., два армянской литературы, театрального искусства, кинематографа, музыкального искусства.
Материалы музея охватывают 3000 лет и от Саят-Нова (XVIII век) до современных авторов, сотни писателей, деятелей искусства, учебных заведений, научных и культурных учреждений, музыкальных и театральных коллективов, союзов, рукописи, письма, документы, документальные фильмы, заметки, фотографии, афиши, музыкальные инструменты, личные вещи, костюмы, декоративные предметы, сувениры, государственные награды, монеты, оружие, киноленты, антикварные книги, периодические издания, картины, рисунки, карикатуры, скульптуры и так далее.
Литературное и художественное творчество представлено, в основном, направлениями и школами. Однако некоторые ключевые фигуры имеют полное индивидуальное представление, среди них Саят-Нова, Хачатур Абовян, Раффи, Габриел Сундукян, Комитас, Александр Ширванзаде, Петрос Адамян, Егише Чаренц.